# Bou Hassoun
Bou Hassoun, eigentlich Abu al-Hasan Abu Hasun Ali ben Muhammad (arabisch أبو الحسن علي بن محمد, DMG Abū l-Ḥasan ʿAlī b. Muḥammad, genannt أبو حسون / Abū Ḥassūn oder بو حسون / Bū Ḥassūn; † 1554), war Regent der marokkanischen Dynastie der Wattasiden (1524–1554).
Unter Abu l-Abbas Ahmad (1524–1549) verloren die Wattasiden weiter an Einfluss gegenüber den Portugiesen, Marabuts, Bruderschaften und vor allem den Saadiern im Süden. Allerdings gelang es seinem Onkel Bou Hassoun als energischem Regenten, ein Bündnis mit religiösen Bruderschaften und den Osmanen zu bilden und die Saadier bei ihrem Vorstoß nach Norden aufzuhalten. Auf Grund der Bedrohung wurde sogar ein Frieden mit Portugal geschlossen. Allerdings geriet Abu l-Abbas Ahmad bei seinem Feldzug gegen die Saadier im Jahre 1527 in deren Gefangenschaft. Erst durch die Abtretung von Meknès konnte Bou Hassoun 1547 die Freilassung seines Neffen erreichen. Trotz aller Anstrengungen konnte er im Jahr 1549 nicht die Eroberung von Fès durch die Saadier verhindern.
Bou Hassoun floh zunächst nach Spanien und kam sogar ins Reich, um Karl V. zu einer Intervention in Marokko zu bewegen. Als er später nach Algier kam, fand er Unterstützung bei den Osmanen. So konnte er im Jahr 1554 Fès erobern und die Saadier besiegen. Allerdings fiel er noch im gleichen Jahr gegen die Saadier unter Muhammad ech-Cheikh.